# Amalgam Comics
Amalgam Comics is een samenwerkingsproject tussen de stripcompagnieën Marvel Comics en DC Comics.
Dit project bestaat uit een aantal stripseries waarin bekende Marvel personages en DC personages worden gefuseerd tot nieuwe personages. Het project bestond uit een serie van 12 stripboeken, die werden gepubliceerd in 1996, rond dezelfde tijd als de DC vs. Marvel-miniserie. Een tweede set van eveneens 12 stripboeken volgde een jaar later.

## Geschiedenis
De serie werd bedacht door de twee bedrijven als aansluiting op de "Marvel vs. DC" cross-over.
Het Amalgam Universum zou zijn ontstaan toen het Marvel Universum en het DC Universum in elkaar overgingen. Dit gebeurde toen de twee universa zich bewust werden van elkaars bestaan. Er ontstonden verschillende gevechten tussen personages uit beide universa. Om te voorkomen dat de twee universa beide verloren zouden gaan door de strijd, schiepen de Spectre en de Living Tribunal een derde universum waarin de twee universa werden gefuseerd tot een. Alleen de personages Access en Dr. Strangefate kenden de waarheid.

## Amalgam personages
De personages uit Amalgam Comics zijn allemaal fusies van Marvel personages en DC personages. Deze fusies zijn zo uitgekozen dat ze altijd bestaan uit personages die perfect op elkaar aansluiten. Dat kan zijn omdat die personages een soortgelijke oorsprong hebben, of omdat ze soortgelijke krachten hebben.

### Helden
| Amalgam personage                  | DC personage   | Marvel personage |
| ---------------------------------- | -------------- | ---------------- |
| Amazon                             | Wonder Woman   | Storm            |
| Super-Soldier                      | Superman       | Captain America  |
| Dark Claw                          | Batman         | Wolverine        |
| Iron Lantern                       | Green Lantern  | Iron Man         |
| Sparrow                            | Robin          | Jubilee          |
| Dr. Strangefate                    | Dr. Fate       | Dr. Strange      |
| Spider-Boy                         | Superboy       | Spider-Man       |
| American Girl                      | Supergirl      | Bucky            |
| Speed Demon                        | Etrigan, Flash | Ghost Rider      |
| Flash                              | Flash          | Quicksilver      |
| Mercury                            | Impulse        | Quicksilver      |
| Bruce Wayne, agent of S.H.I.E.L.D. | Bruce Wayne    | Nick Fury        |
| Silver Racer                       | Black Racer    | Silver Surfer    |
| Shatterstarfire                    | Shatterstar    | Starfire         |
| Thorion                            | Orion          | Thor             |
| Captain Marvel                     | Captain Marvel | Captain Marvel   |

### Schurken
| Amalgam personage | DC personage  | Marvel personage |
| ----------------- | ------------- | ---------------- |
| Dr. Doomsday      | Doomsday      | Dr. Doom         |
| Doomnaut          | Doomsday      | Juggernaut       |
| Green Skull       | Lex Luthor    | Red Skull        |
| Hyena             | Joker         | Sabretooth       |
| Galactiac         | Brainiac      | Galactus         |
| Major Zemo        | Iron Major    | Baron Zemo       |
| Brother Brood     | Brother Blood | Brood            |
| Mandarinestro     | Sinestro      | Mandarin         |

### Teams
| Amalgam team                 | DC team                          | Marvel team            |
| ---------------------------- | -------------------------------- | ---------------------- |
| Judgment League Avengers     | Justice League                   | Avengers               |
| X-Patrol                     | Doom Patrol                      | X-Force                |
| Challengers of the Fantastic | Challengers of the Unknown       | Fantastic Four         |
| All-Star Winners Squadron    | All-Star Squadron                | All-Winners Squad      |
| Brotherhood of Injustice     | Injustice Gang                   | Brotherhood of Mutants |
| Hellfire League of Injustice | Injustice Gang                   | Hellfire Club          |
| Sinister Society             | Secret Society of Super Villains | Sinister Six           |
| Frightful Five               | Fatal Five                       | Frightful Four         |